# La casa por la ventana
La casa por la ventana es una película chilena-argentina escrita por Esteban Rojas y Vlado Rosas y dirigida por Esteban Rojas y Juan Olivares. Estrenada en cines el 10 de octubre de 2010. Fue exhibida en el marco del Festival Internacional de Cine de Valdivia el año 2011 y en el Festival Buenos Aires Rojo Sangre del mismo año.

## Sinopsis
En vísperas de año nuevo, Julio Saéz Jr. (Walter Cornás), un flamante arquitecto que, por presión de su padre, organiza una fiesta en plan de codearse con la alta sociedad, se verá entrometido en un problema que supera sus condiciones de anfitrión: su casa se llenará de jóvenes con la idea de rockearla. Sus mejores amigos le ayudarán a vivir una noche atípica, en lo que será, finalmente, la noche de sus vidas.

## Elenco
- David Carrasco
- Berta Muñiz
- Walter Cornás
- Esteban Rojas
- Miguel Barriga
- Alberto Castillo
- Romina Douglas
- Vlado Rosas
- Rocío Rodríguez Presedo
- Hugo Diaz
- Juan Olivares
- Leandro Cóccaro